# Mark Lillis
Mark Anthony Lillis (Manchester, 17 gennaio 1960) è un allenatore di calcio ed ex calciatore inglese, di ruolo attaccante.

## Biografia
Suo figlio Josh è stato a sua volta un calciatore professionista.

## Carriera

### Giocatore
Dopo aver giocato nelle giovanili del Manchester City esordisce tra i professionisti nel 1978, all'età di 18 anni, con l'Huddersfield Town, nella quarta divisione inglese; nella stagione successiva vincendo il campionato conquista una promozione in terza divisione, categoria nella quale milita sempre con i Terriers nel triennio 1980-1983, per poi restare in squadra anche nel biennio seguente, trascorso in seconda divisione; nell'estate del 1985, dopo complessive 206 presenze e 56 reti in incontri di campionato, viene ceduto per 130000 sterline al Manchester City, club della sua città natale, con il quale durante la stagione 1985-1986 mette a segno 11 reti in 39 presenze in prima divisione. Dopo una sola stagione lascia però i Citizens per scendere in seconda divisione al Derby County: con i Rams, pur vincendo il campionato, ricopre un ruolo da comprimario, mettendo a segno una sola rete in 14 presenze, tanto che nell'estate del 1987, dopo aver giocato una partita in prima divisione nelle fasi iniziali del campionato 1987-1988, viene nuovamente ceduto, questa volta all'Aston Villa, sempre in seconda divisione: qui conquista una nuova promozione in prima divisione, questa volta fornendo un contributo più significativo rispetto alla stagione precedente (29 presenze e 4 reti). Dopo altre 2 presenze in prima divisione con l'Aston Villa, nel corso della stagione 1988-1989 viene nuovamente ceduto: questa volta scende di categoria per giocare in terza divisione allo Scunthorpe Utd, con cui tra il settembre del 1989 ed il settembre del 1991 totalizza complessivamente 61 presenze e 24 reti in incontri di campionato. Conclude infine la stagione 1991-1992 giocando 11 partite e segnando 2 reti in terza divisione allo Stockport County. Si ritira definitivamente nel 1995, dopo un triennio trascorso giocando a livello semiprofessionistico con Witton Albion e Macclesfield Town (con quest'ultimo club dal 1993 al 1995 ricopre anche il ruolo di vice allenatore).
In carriera ha totalizzato complessivamente 370 presenze e 98 reti nei campionati della Football League.

### Allenatore
Lasciato il Macclesfield Town lavora per una stagione come vice allenatore all'Huddersfield Town, per poi ricoprire un ruolo analogo allo Scunthorpe United. Dal 1º giugno 1999 al 12 settembre del 2000 allena invece l'Halifax Town, nella quarta divisione inglese, raccogliendo complessivamente 16 vittorie, 14 pareggi e 30 sconfitte in 60 partite ufficiali alla guida del club.
In seguito, ha lavorato come vice per vari club, ovvero il Derby County (di cui nel 2003 per una partita è anche stato allenatore ad interim), lo Stockport County, di cui per un brevissimo periodo nel 2004 diventa anche allenatore ad interim (una vittoria, un pareggio e 4 sconfitte in 6 partite allenate), il Morecambe (dal 2006 al 2011) e l'Huddersfield Town (dal 2011 al 2015), oltre che per alcuni mesi anche nel 2003 nella nazionale nordirlandese. Durante il quadriennio trascorso alle dipendenze dell'Huddersfield Town è stato tra l'altro nominato allenatore ad interim in quattro diverse occasioni (per la precisione una volta in ciascuna stagione tra la stagione 2011-2012 e la stagione 2014-2015), sedendo in panchina per un totale di 12 partite (4 vittorie, 3 pareggi e 5 sconfitte il suo bilancio complessivo). Dal 2016 al 2017 ha lavorato invece come vice al Chennaiyin, nella prima divisione indiana, salvo poi nel 2020 tornare a ricoprire un ruolo analogo allo Scunthorpe United, nella quarta divisione inglese.

## Palmarès

### Giocatore

#### Competizioni nazionali
- Campionato inglese di quarta divisione: 1

Huddersfield Town: 1979-1980
- Conference League Cup: 1

Macclesfield Town: 1993-1994
- Conference League: 1

Macclesfield Town: 1994-1995